# Grunt Records
Pour les articles homonymes, voir Grunt.
Grunt Records est un label américain, actif dans les années 1970 et 1980. il est fondé en 1971 par le groupe Jefferson Airplane et distribué par RCA. Créé pour signer divers artistes de la région de San Francisco, il finit par se limiter aux parutions de Jefferson Starship et Hot Tuna, les groupes formés par les membres de l'Airplane après sa dissolution. Le label cesse d'être utilisé en 1987, lorsque Grace Slick quitte Jefferson Starship.

## Histoire
Grunt Records est fondé en 1970 alors que Jefferson Airplane renégocie son contrat avec RCA Records. Au départ, Paul Kantner, Grace Slick, Jorma Kaukonen, Jack Casady et Bill Thompson étaient chargés de la gestion. Le nom est inspiré d'un titre provisoire de l'album Volunteers, Squat on My Grunt. Les premiers groupes et artistes signés sur le label sont Jefferson Airplane, Hot Tuna, Peter Kaukonen, Jack Bonus, Papa John Creach, 1, et Richmond Talbott.
Thompson prend la direction de Grunt en 1973 et signe l'ancien batteur d'Airplane Joey Covington et Jack Traylor sur le label. En 1974, RCA abandonne tous les artistes de Grunt à l'exception de Jefferson Starship et Hot Tuna. Jorma Kaukonen signe un contrat solo avec RCA en 1979, et Hot Tuna sort Final Vinyl. Jefferson Starship et Starship ont utilisé le label jusqu'à ce que Grace Slick quitte le groupe et rejoigne Jefferson Airplane pour une tournée de retrouvailles et un album sur Epic Records.